# Spektraldarstellung stationärer stochastischer Prozesse
Die Spektraldarstellung stationärer stochastischer Prozesse ist in gewissem Sinne ein Analogon zur Fourierreihenentwicklung einer Funktion. Jede beschränkte stetige Funktion kann als additive Überlagerung harmonischer Schwingungen dargestellt werden. Auch ein stationärer stochastischer Prozess kann dargestellt werden als additive Überlagerung harmonischer Schwingungen, allerdings mit zufälliger Amplitude. Die Spektraldarstellung eines stationären Prozesses bietet in der Regel tiefere Einblicke in die Struktur des Prozesses, insbesondere wenn es sich um eine Mischung verschiedener periodischer Anteile handelt.

## Mathematische Beschreibung
Sei {\displaystyle \mathbb {Z} } die Menge der ganzen Zahlen und {\displaystyle X_{t};\ t\in \mathbb {Z} } ein zeitdiskreter stationärer stochastischer Prozess mit Erwartungswert {\displaystyle \operatorname {E} X_{t}=0} und Kovarianzfunktion {\displaystyle \operatorname {Cov} (X_{t},X_{t+h})=\Gamma (t,t+h)}, die wegen der Stationarität nur von der Differenz der Zeitpunkte abhängt, also nur die Funktion einer Variablen ist:{\displaystyle \Gamma (t,t+h)=:\gamma (h)}.

### Spektraldarstellung vonXt
Jeder stationäre Prozess {\displaystyle X_{t}} mit  {\displaystyle \operatorname {E} X_{t}=0} hat die sogenannte Spektraldarstellung
{\displaystyle X_{t}=\int _{-\pi }^{\pi }e^{it\lambda }dZ(\lambda )}.
Dies ist ein stochastisches Integral, und zwar bzgl. eines Prozesses {\displaystyle Z(\lambda )} mit unkorrelierten Zuwächsen, d. h. für {\displaystyle \lambda _{1}<\lambda _{2}<\lambda _{3}<\lambda _{4}} sind die Zuwächse {\displaystyle Y(\lambda _{2})-Y(\lambda _{1})} und {\displaystyle Y(\lambda _{4})-Y(\lambda _{3})} unkorreliert.
Wenn {\displaystyle Z(\lambda )} nur endlich viele Zuwächse hat, z. B. {\displaystyle n} Zuwächse {\displaystyle A(\lambda _{1}),\dots ,A(\lambda _{n})} bei {\displaystyle -\pi <\lambda _{1}<\dots <\lambda _{n}<\pi }, dann kann obiges Integral als Summe geschrieben werden:
{\displaystyle X_{t}=\sum _{k=1}^{n}A(\lambda _{k})e^{it\lambda _{k}}}.
Jeder Summand ist eine harmonische Schwingung mit Frequenz {\displaystyle \lambda _{k}} und der zufälligen Amplitude {\displaystyle A(\lambda _{k})}.

### Spektraldarstellung der Kovarianzfunktion
Die Kovarianzfunktion {\displaystyle \gamma (h)} ist eine symmetrische und positiv semidefinite Funktion und hat damit nach dem Satz von Bochner (in diskreter Variante als Satz von Herglotz bezeichnet) die Darstellung
{\displaystyle \gamma (h)=\int _{-\pi }^{\pi }e^{ih\lambda }dF(\lambda )}.
Dabei heißt {\displaystyle F} Spektralverteilungsfunktion. Sie ist auf {\displaystyle [-\pi ,\pi ]} monoton nicht fallend und es gilt {\displaystyle F(-\pi )=0;\ F(\pi )=\gamma (0)=\operatorname {Var} X_{t}}. Die Beziehung
{\displaystyle \operatorname {E} |Z(\lambda _{2})-Z(\lambda _{1})|^{2}=F(\lambda _{2})-F(\lambda _{1});\ \lambda _{2}\geq \lambda _{1}}
stellt die Verbindung zwischen der Spektraldarstellung von {\displaystyle X_{t}} und der Spektraldarstellung von {\displaystyle \gamma (h)} dar.

### Spektraldichte
Wenn {\displaystyle \sum _{h=-\infty }^{\infty }|\gamma (h)|<\infty }, dann kann die Spektraldarstellung von {\displaystyle \gamma (h)} als Riemannsches Integral geschrieben werden:
{\displaystyle \gamma (h)=\int _{-\pi }^{\pi }f(\lambda )e^{ih\lambda }d\lambda }.
Die Funktion {\displaystyle f} heißt Spektraldichte von {\displaystyle X_{t}}. Anschaulich gesprochen gibt {\displaystyle f(\lambda )} an, mit welcher Intensität die Frequenz {\displaystyle \lambda } im Spektrum von {\displaystyle X_{t}} vorkommt. Die Spektraldichte selbst hat die Darstellung
{\displaystyle f(\lambda )={\frac {1}{2\pi }}\sum _{h=-\infty }^{\infty }e^{-ih\lambda }\gamma (h)}.
{\displaystyle f} ist also die Fouriertransformierte von {\displaystyle \gamma }, bzw. {\displaystyle \gamma } ist die inverse Fouriertransformierte von {\displaystyle f}. Für {\displaystyle h=0} gilt speziell
{\displaystyle \gamma (0)=\operatorname {Var} X_{t}=\int _{-\pi }^{\pi }f(\lambda )d\lambda }.
Dies kann als Streuungszerlegung (signaltechnisch Leistungsverteilung) auf die verschiedenen Frequenzen {\displaystyle \lambda } interpretiert werden.

### Zeitstetiger Fall
Sei nun {\displaystyle X_{t}} ein stationärer Prozess mit reellwertigem {\displaystyle t\in \mathbb {R} }. Dann modifizieren sich obige Formeln zu:
{\displaystyle X_{t}=\int _{-\infty }^{\infty }e^{i\lambda t}dZ(\lambda );\ \ \gamma (h)=\int _{-\infty }^{\infty }e^{i\lambda h}dF(\lambda )}.
Dabei ist {\displaystyle Z(\lambda )} wiederum ein stochastischer Prozess mit unkorrelierten Zuwächsen. Falls {\displaystyle \int _{-\infty }^{\infty }|\gamma (h)|dh<\infty }, dann hat die Spektralverteilungsfunktion {\displaystyle F} eine Spektraldichte {\displaystyle f}, und es gilt:
{\displaystyle \gamma (h)=\int _{-\infty }^{\infty }e^{i\lambda h}f(\lambda )d\lambda ;\ \ f(\lambda )={\frac {1}{2\pi }}\int _{-\infty }^{\infty }\gamma (h)e^{-ih\lambda }dh}.

## Beispiele
- Ein stationärer Prozess {\displaystyle X_{t}} mit der häufig benutzten Kovarianzfunktion {\displaystyle \gamma (h)=\sigma ^{2}e^{-\alpha |h|}}, wobei {\displaystyle \alpha } eine positive Konstante ist, hat die Spektraldichte {\displaystyle f(\lambda )={\frac {\sigma ^{2}\alpha }{\pi (\lambda ^{2}+\alpha ^{2})}}}.
- Weißes Rauschen hat die Kovarianzfunktion {\displaystyle \gamma (h)={\begin{cases}\sigma ^{2}&{\text{wenn }}h=0\\0&{\text{sonst }}\end{cases}}\ } und die Spektraldichte {\displaystyle f(\lambda )={\frac {1}{2\pi }}\sigma ^{2}}.

Die Spektraldichte ist also konstant. Alle Frequenzen sind gleichstark im Spektrum vertreten (Analogie zum weißen Licht).

## Anwendungen
Spektraldarstellungen benötigt man in der Zeitreihenanalyse, in der Signalverarbeitung (siehe z. B. auch Spektrale Leistungsdichte), bei der Konstruktion geeigneter Filter  (beispielsweise Tiefpass, Hochpass oder Bandpass).
Besonders wichtig in den Anwendungen sind geeignete Methoden zur Spektraldichteschätzung.